# Punjab (Pakistan)
 For alternative betydninger, se Punjab. (Se også artikler, som begynder med Punjab)
Punjab (Shahmukhi: پنجا ) er en provins i det nord-østlige Pakistan. Punjab er Pakistans folkerigeste provins, 81,330,531 (2010). Det samlede areal er 205.344 km². Punjab i Pakistan er en del af Punjab-regionen, hvis anden halvdel ligger i Indien. Provinshovedstaden er Lahore. I storbyerne tales der især de officielle sprog, som er henholdsvis urdu og engelsk, mens der i landdistrikterne fortsat primært tales punjabi. Oldtidens landområder i Pakistan og herunder oldtidens Punjab, var hjemsted for en af verdens første civilisationer, Harappa-kulturen.

## Etymologi
Ordet Punjab, udtales Panjāb, har sin rod i de persiske ord, henholdsvis panj 'fem' og āb 'flod', med andre ord "De fem floders land". Floderne benævnes fra vest mod øst henholdsvis Jhelum, Chenab, Ravi, Sutlej og Beas, som alle munder ud i Indus-floden.

## Geografi
Det geografiske areal af Punjab udgør 205.344 km² i det nordøstlige Pakistan. Punjabs areal udgøres primært af frugtbare flodsletter, som under sommermonsunen får tilstrækkelig nedbør til agerbrug, men udnyttelsen af flodvandet har gennem årtusinder dannet grundlag for bosættelsen i Punjab og det moderne Pakistan. Punjab er den dag i dag stadig altovervejende landbrugsområder, hvorpå en stor andel af økonomien baseres.
Længst mod nord ligger de skovklædte bjergrige områder. Syd herfor findes det golde erosionslandskab Potwar Plains, som afgrænses af de to Salt Range-bjergkæder. Længst mod syd-øst strækker Tharørken sig ind i Pakistan. Mellem Indus og Jhelum-Chenab ligger Thalørkenen, hvis sandflugt nu er tæmmet. Det centrale land af Punjab består af et meget stort areal af flodsletter omkring Indussystemet.
Omkring 1850 iværksatte briterne enorme kanalbyggerier og opdyrkningsprogrammer, som gjorde Punjab til et frugtbart korndyrkningsområde. Den følgende industrialisering og deraf velstand medførte, at Punjab i tråd med sin historiske fortid, har kunnet opretholde sin dynamiske udvikling på det subindiske kontinent. Spredt på flodsletten ligger større og hurtigtvoksende handels- og industribyer.

## Klima
Grundet det forskelligartet landskab, så vil klimaet svinge i forhold til hvor i landskabet man befinder sig. I de nordligste egne af Punjab, der sniger temperaturen sig under frysepunktet i det køligste måneder – med snevejr til følge. I det sydlige Punjab og ikke mindst i ørkenen der breder sig ind fra øst, vil man i de varmeste måneder kunne risikere temperaturer på over 50 °C. De generelle temperatursvingninger ligger dog i intervallet -5° til 40 °C (MIN/MAX).
Klimaet kan opdeles i 3 overordnet sæsoner:
- De varmeste måneder: april – juni
- De mest regnfulde måneder: juli – september
- De køligste måneder: oktober – marts

## Demografi og samfund
Islam er den herskende religion i Punjab (pakistanske del), som bekendes af mindst 95% af befolkningen. For at forstå samfundsopbygningen i Punjab, så er man nødt til at forstå klanopbygningen. Systemet i Punjab går under den persiske betegnelse "biradari", som kan oversættes til "broderskab". Det er opbygget via et kompliceret samspil, hvor anerne er helt centrale, og kan selv i moderne tider spille en vigtig rolle.
Medlemmerne af de forskellige broderskaber gør krav - reelt uden dokumentation - på at være forbundet med forskellige aner.
Her gives nogle eksempler på de herskende broderskaber: Arian/Aryan (persiske aner), Chaudhry/Jatt (har fælles aner med sikherne), Gujar (aner formentligt fra hunna folket), Kashmiri/Goal (aner fra kashmir), Pathaan/Khan (pashtunske aner), Rajpoot/Raja (aner fra den præislamiske dominerende kriger-klasse), Sheik/Malik (arabiske aner), Syed/Shah (aner fra arabisk islamiske skikkelser), Qazi/Qureshi (afghanske aner).

## Punjabi (sprog)
Punjabi (Shahmukhi = پنجابی , Gurmukhi = ਪੰਜਾਬੀ ), er navnet på sproget fra Punjab-regionen, som er delt mellem Pakistan ( 205.345 km2) og Indien (50.362 km2). Det er et indo-iransk sprog og dermed også indoeuropæisk. Det er det 11. mest talte sprog i verden – med sine mindst 88.000.000 brugere.
Punjabi er kendetegnet ved at være sprogligt diverst, farverigt og ikke mindst at blive talt af folk med forskellig religiøsitet.
Sproget i Pakistan låner i særlig grad af persisk og arabisk via urdu-sproget. Urdu kan nemmest forstås som værende det oprindelige regionale sprog (Hindustani), men bare med et hav af låneord fra persisk og dernæst arabisk. Der findes en række dialekter af punjabi, som igen vil kunne indeholde variationer ude i lokalsamfundene.
Majhi-dialekten er standard punjabi og tales i blandt andet: Lahore, Gujaranwala, Gujrat, Kharian, Kasur, Wazirabad, Sialkot, Nankana Sahib, Narowal, Amritsar (Indien), Tarn Taran Sahib (Indien) og Gurdaspur (Indien).
Sproget har ingen officiel status i Pakistan, hvorfor fraktionen af de punjabi-talende er dalende – særligt i storbyerne.

## Maden
Maden i Punjab har store ligheder med det, man ellers vil kunne finde i enten Pakistan eller det nordlige Indien.
Hovedingredienserne er ofte ris (chaul), kød (gosht) i form af kylling eller lam, groft mel (atta) og mindst fem dusin forskellige bælgfrugter (mest bønner og linser), hvoraf de vigtigste er chana, toor, urad og mung. Disse bliver brugt næsten eksklusivt til dal, på nær chana, som bliver brugt i karry-retter, kogt hele til morgenmad og lavet til en form for mel, der kaldes besan.
De vigtigste krydderier i madlavningen er chilipeber, sorte sennepskorn, kommen, gurkemeje, bukkehorn, ingefær, koriander og asafoetida. I søde retter bliver kardemomme, kanel, muskatnød og rose-essens brugt.
Retterne i Punjab var i deres oprindelige form kalorieholdige, da de var tilpasset de hårdtarbejdende landarbejdere. De populære moderne retter er dog tilpasset tiden, med et mere konservativt brug af ghee (smør) og andre energiholdige dele under tilberedningen.
Her gives et lille udpluk af mad som kan siges at have deres ophav fra Punjab: Tandoor, Naan, Pakora, Paneer, Aloo Paratha, Jeera Chawal, Rajmah, Lassi, Mah di daal og Kheer.

## Musik og dans
Bhangra musikgenren har vundet stor popularitet – både i og uden for Sydasien. Man supplerer de klassiske instrumenter, så som dhol (punjabi trommen), med moderne elektroniske instrumenter.
Folkedans i Punjab går under navnet bhangra-dansen, hvor der findes mange dansetrin, som *Luddi. *Jhumar. *Sammi. *Dhamal m.v

## Byer i Punjab
| Rangering i Punjab | Navn på by                  | Population 1998 | Population 2010 | Rangering i Pakistan |
| ------------------ | --------------------------- | --------------- | --------------- | -------------------- |
| 1                  | Lahore - Provinshovedstaden | 5,143,495       | 7,129,609       | 2                    |
| 2                  | Faisalabad                  | 2,008,861       | 2,880,675       | 3                    |
| 3                  | Rawalpindi                  | 1,409,768       | 1,991,656       | 4                    |
| 4                  | Multan                      | 1,197,384       | 1,606,481       | 5                    |
| 5                  | Gujranwala                  | 1,132,509       | 1,569,090       | 7                    |

## Punjabs tidslinje
Punjab altid indtaget en central plads og været det dynamiske centrum for hele regionen. Dette skyldtes dels områdets frugtbarhed og dels den vigtige beliggenheden, nemlig som en indfaldsvej fra folkeslag og riger fra Centralasien, Persien og Arabien. De forskellige riger eller folkeslag fandt her enten en naturlig ydregrænse eller en base til at ekspandere.
- 3000 – 1500 f.Kr.: Harappa-kulturen
- 1500 – 1000 f.Kr.: Den ariske civilisation
- 550 – 515 f.Kr.: Perserne
- 326 – 327 f.Kr.: Alexander den store
- 321 – 185 f.Kr.: Maurya
- 250 – 125 f.Kr.: Græsk-baktrisk
- 125 f.kr – 2: Sakas
- 45 – 180 : Kushana
- 320 – 550 : Gupta
- 500 – 600 : Hunnerne
- 510 – 650 : Vardhana-æra
- 647 – 1192: Rajput klanen
- 711: Islam ankommer. Punjab som en del af det islamiske kalifat (Umayyaderne)
- 997 – 1206: Ghaznavideriget
- 1206–1526: Delhisultanatet
- 1526 – 1700: Mogulriget
- 1700 - : Mogulriget i opløsning med magttomrum.
- 1739 – 1747: Afsharidriget. Nadir Shah
- 1747 – 1772: Durraniriget. Ahamad Shah Durrani
- 1799 – 1849: Sikhernes imperium. Ranjit Singh
- 1849 – 1947: Det britiske Indien
- 1947 – 1947: Briterne afkoloniserer, med massive samfunds-uroligheder til følge.
- 1947 – : Punjab provinsen bliver en del af Pakistan, mens Punjab delstaten bliver en del af Indien.

## Reference
Befolkningstal indhentet fra: World Gazetteer Online
- Wikimedia Commons har flere filer relateret til Punjab (Pakistan)

31°20′N 74°13′Ø / 31.33°N 74.21°Ø